# Copa Mundial de Fútbol Sub-20 de 1997
La Copa Mundial de Fútbol Juvenil de 1997 fue la undécima edición del campeonato mundial juvenil, para futbolistas menores de 20 años de edad, organizado por la FIFA. Se jugó entre el 16 de junio y el 5 de julio en Malasia.
Argentina obtiene su segundo campeonato consecutivo alcanzando a Brasil con tres títulos, derrotando a la selección de Uruguay. Como principal novedad, el formato del torneo fue ampliado de 16 a 24 selecciones.

## Sedes
| Malasia                                                    | Malasia                   | Malasia              |
| Kuala Lumpur                                               | Kuching                   | Alor Setar           |
| ---------------------------------------------------------- | ------------------------- | -------------------- |
| Estadio Shah Alam                                          | Estadio Sarawak           | Estadio Darul Aman   |
| Capacidad: 80,000                                          | Capacidad: 40,000         | Capacidad: 32,387    |
|                                                            |                           |                      |
| Kuala Lumpur Kuching Alor Setar Kuantan Kangar Johor_Bahru |                           |                      |
| Kuantan                                                    | Kangar                    | Johor Bahru          |
| Estadio Darul Makmur                                       | Estadio Tuanku Syed Putra | Estadio Tan Sri Dato |
| Capacidad: 40,000                                          | Capacidad: 20,000         | Capacidad: 30,000    |
|                                                            |                           |                      |

## Equipos participantes
Además del anfitrión Malasia, 23 equipos clasificaron a la fase final del torneo a través de los torneos realizados por cada una de las restantes seis confederaciones.
- Un equipo de Oceanía clasificó en el Campeonato Sub-20 de la OFC 1997 disputado en Polinesia Francesa, el cual fue Australia.
- Cuatro equipos de centro y Norteamérica clasificaron en el Torneo Sub-20 de la Concacaf 1996. Este campeonato se realizó en México y los clasificados fueron Canadá, Costa Rica, Estados Unidos y el anfitrión.
- Cuatro equipos asiáticos clasificaron en el Campeonato Juvenil de la AFC 1996 disputado en Corea del Sur, clasificando el anfitrión, Emiratos Árabes Unidos, Japón y China.
- Cuatro equipos africanos clasificaron en el Campeonato Juvenil Africano de 1997 disputado en Marruecos, donde clasificaron Ghana, Costa de Marfil, Sudáfrica y el anfitrión.
- Cuatro equipos sudamericanos clasificaron en el Campeonato Sudamericano Sub-20 de 1997 disputado en Chile: Argentina, Brasil, Paraguay y Uruguay.
- Seis representantes europeos clasificaron en el Campeonato Europeo Sub-18 1996 disputado en Islandia: Bélgica, España, Francia, Hungría, Inglaterra e Irlanda.

En cursiva, los debutantes en la Copa Mundial de Fútbol Sub-20.
| Clasificatorias | Clasificatorias | Clasificatorias | Clasificatorias | Clasificatorias | Clasificatorias |
| --------------- | --------------- | --------------- | --------------- | --------------- | --------------- |
| CAF             | AFC             | UEFA            | Concacaf        | OFC             | Conmebol        |

| Equipos participantes | Equipos participantes | Equipos participantes | Equipos participantes |
| --------------------- | --------------------- | --------------------- | --------------------- |
| Argentina             | Corea del Sur         | Francia               | Malasia               |
| Australia             | Costa de Marfil       | Ghana                 | Marruecos             |
| Bélgica               | Costa Rica            | Hungría               | México                |
| Brasil                | UAE                   | Inglaterra            | Paraguay              |
| Canadá                | España                | Irlanda               | Sudáfrica             |
| China                 | Estados Unidos        | Japón                 | Uruguay               |

## Resultados
- Los horarios corresponden a la hora de Malasia (UTC+8)
- Leyenda: Pts: Puntos; PJ: Partidos jugados; PG: Partidos ganados; PE: Partidos empatados; PP: Partidos perdidos; GF: Goles a favor; GC: Goles en contra; Dif: Diferencia de goles.

## Primera fase

### Grupo A
| Equipo    | Pts | PJ | PG | PE | PP | GF | GC | Dif |
| --------- | --- | -- | -- | -- | -- | -- | -- | --- |
| Uruguay   | 7   | 3  | 2  | 1  | 0  | 6  | 1  | 5   |
| Marruecos | 5   | 3  | 1  | 2  | 0  | 4  | 2  | 2   |
| Bélgica   | 4   | 3  | 1  | 1  | 1  | 4  | 4  | 0   |
| Malasia   | 0   | 3  | 0  | 0  | 3  | 2  | 9  | -7  |

| 16 de junio de 1997, 21:00 | Malasia          | 1:3 (1:2) | Marruecos                                   | Estadio Shah Alam, Kuala Lumpur                                        |                                                                        |
|                            | Safri 10' (a.g.) | Reporte   | Sektioui 14' · Khamma 33' · El Barodi 90+3' | Asistencia: 25.000 espectadores Árbitro(s): Gilles Veissiere (Francia) | Asistencia: 25.000 espectadores Árbitro(s): Gilles Veissiere (Francia) |

| 17 de junio de 1997, 20:00 | Uruguay                      | 3:0 (1:0) | Bélgica | Estadio Shah Alam, Kuala Lumpur                                          |                                                                          |
|                            | Podesta 41' · Coelho 56' 79' | Reporte   |         | Asistencia: 2.000 espectadores Árbitro(s): Young Joo Kim (Corea del Sur) | Asistencia: 2.000 espectadores Árbitro(s): Young Joo Kim (Corea del Sur) |

| 19 de junio de 1997, 17:30 | Malasia | 1:3 (1:2) | Uruguay                                     | Estadio Shah Alam, Kuala Lumpur                                        |                                                                        |
|                            | Nik 11' | Reporte   | Zalayeta 24' · Haled 39' (a.g.) · López 77' | Asistencia: 10.000 espectadores Árbitro(s): Gilles Veissiere (Francia) | Asistencia: 10.000 espectadores Árbitro(s): Gilles Veissiere (Francia) |

| 19 de junio de 1997, 20:00 | Marruecos   | 1:1 (0:0) | Bélgica             | Estadio Shah Alam, Kuala Lumpur                                     |                                                                     |
|                            | Termina 79' | Reporte   | van Handenhoven 60' | Asistencia: 8.000 espectadores Árbitro(s): Ubaldo Aquino (Paraguay) | Asistencia: 8.000 espectadores Árbitro(s): Ubaldo Aquino (Paraguay) |

| 22 de junio de 1997, 17:30 | Malasia | 0:3 (0:2) | Bélgica                               | Estadio Shah Alam, Kuala Lumpur                                      |                                                                      |
|                            |         | Reporte   | van Handenhoven 10' 30' · Remacle 83' | Asistencia: 25.000 espectadores Árbitro(s): Ubaldo Aquino (Paraguay) | Asistencia: 25.000 espectadores Árbitro(s): Ubaldo Aquino (Paraguay) |

| 22 de junio de 1997, 20:00 | Marruecos | 0:0     | Uruguay | Estadio Shah Alam, Kuala Lumpur                                           |                                                                           |
|                            |           | Reporte |         | Asistencia: 25.000 espectadores Árbitro(s): Young Joo Kim (Corea del Sur) | Asistencia: 25.000 espectadores Árbitro(s): Young Joo Kim (Corea del Sur) |

### Grupo B
| Equipo        | Pts | PJ | PG | PE | PP | GF | GC | Dif |
| ------------- | --- | -- | -- | -- | -- | -- | -- | --- |
| Brasil        | 9   | 3  | 3  | 0  | 0  | 15 | 3  | 12  |
| Francia       | 6   | 3  | 2  | 0  | 1  | 8  | 7  | 1   |
| Sudáfrica     | 1   | 3  | 0  | 1  | 2  | 2  | 6  | -4  |
| Corea del Sur | 1   | 3  | 0  | 1  | 2  | 5  | 14 | -9  |

| 17 de junio de 1997, 16:30 | Corea del Sur | 0:0     | Sudáfrica | Estadio Sarawak, Kuching                                              |                                                                       |
|                            |               | Reporte |           | Asistencia: 20.000 espectadores Árbitro(s): Georg Dardenne (Alemania) | Asistencia: 20.000 espectadores Árbitro(s): Georg Dardenne (Alemania) |

| 17 de junio de 1997, 20:45 | Francia | 0:3 (0:1) | Brasil                                        | Estadio Sarawak, Kuching                                                    |                                                                             |
|                            |         | Reporte   | Alex 5' · Adaílton 61' · Silvestre 90' (a.g.) | Asistencia: 40.000 espectadores Árbitro(s): Nik Ahmad Haji Yaakub (Malasia) | Asistencia: 40.000 espectadores Árbitro(s): Nik Ahmad Haji Yaakub (Malasia) |

| 19 de junio de 1997, 16:30 | Corea del Sur            | 2:4 (0:3) | Francia                         | Estadio Sarawak, Kuching                                               |                                                                        |
|                            | Park J.S. 54' 68' (pen.) | Reporte   | Henry 2' 10' · Trezeguet 2' 52' | Asistencia: 3.246 espectadores Árbitro(s): Peter Prendergast (Jamaica) | Asistencia: 3.246 espectadores Árbitro(s): Peter Prendergast (Jamaica) |

| 19 de junio de 1997, 19:15 | Sudáfrica | 0:2 (0:0) | Brasil           | Estadio Sarawak, Kuching                                             |                                                                      |
|                            |           | Reporte   | Adaílton 53' 57' | Asistencia: 7.939 espectadores Árbitro(s): Georg Dardenne (Alemania) | Asistencia: 7.939 espectadores Árbitro(s): Georg Dardenne (Alemania) |

| 22 de junio de 1997, 16:30 | Corea del Sur                                | 3:10 (0:6) | Brasil                                                                              | Estadio Sarawak, Kuching                                                   |                                                                            |
|                            | Lee K.W. 56' · Chung S.K. 73' · Lee J.M. 89' | Reporte    | Fernandao 19' 42' · Adaílton 30' 32' (pen.) 35' (pen.) 39' 63' 69' · Junior 68' 82' | Asistencia: 9.576 espectadores Árbitro(s): Nik Ahmad Haji Yaakub (Malasia) | Asistencia: 9.576 espectadores Árbitro(s): Nik Ahmad Haji Yaakub (Malasia) |

| 22 de junio de 1997, 19:15 | Sudáfrica       | 2:4 (1:1) | Francia                                    | Estadio Sarawak, Kuching                                               |                                                                        |
|                            | Hartley 42' 90' | Reporte   | Trezeguet 22' 61' · Henry 83' · Luccin 89' | Asistencia: 9.757 espectadores Árbitro(s): Peter Prendergast (Jamaica) | Asistencia: 9.757 espectadores Árbitro(s): Peter Prendergast (Jamaica) |

### Grupo C
| Equipo         | Pts | PJ | PG | PE | PP | GF | GC | Dif |
| -------------- | --- | -- | -- | -- | -- | -- | -- | --- |
| Ghana          | 7   | 3  | 2  | 1  | 0  | 4  | 2  | 2   |
| Irlanda        | 4   | 3  | 1  | 1  | 1  | 4  | 4  | 0   |
| Estados Unidos | 3   | 3  | 1  | 0  | 2  | 2  | 3  | -1  |
| China          | 2   | 3  | 0  | 2  | 1  | 2  | 3  | -1  |

| 17 de junio de 1997, 17:30 | Ghana                   | 2:1 (1:0) | Irlanda    | Estadio Darul Aman, Alor Setar                                   |                                                                  |
|                            | Gambo 27' · Mouktar 66' | Reporte   | Molloy 51' | Asistencia: 5.100 espectadores Árbitro(s): Oscar Ruiz (Colombia) | Asistencia: 5.100 espectadores Árbitro(s): Oscar Ruiz (Colombia) |

| 17 de junio de 1997, 20:00 | China | 0:1 (0:0) | Estados Unidos | Estadio Darul Aman, Alor Setar                                    |                                                                   |
|                            |       | Reporte   | West 90'       | Asistencia: 9.769 espectadores Árbitro(s): Amand Ancion (Bélgica) | Asistencia: 9.769 espectadores Árbitro(s): Amand Ancion (Bélgica) |

| 19 de junio de 1997, 17:30 | Ghana      | 1:1 (0:1) | China  | Estadio Darul Aman, Alor Setar                                       |                                                                      |
|                            | Appiah 74' | Reporte   | Li 43' | Asistencia: 5.000 espectadores Árbitro(s): León Padro Borja (México) | Asistencia: 5.000 espectadores Árbitro(s): León Padro Borja (México) |

| 19 de junio de 1997, 20:00 | Irlanda                          | 2:1 (2:1) | Estados Unidos    | Estadio Darul Aman, Alor Setar                                   |                                                                  |
|                            | Cummins 6' · Corrales 25' (a.g.) | Reporte   | Flores 39' (pen.) | Asistencia: 5.000 espectadores Árbitro(s): Oscar Ruiz (Colombia) | Asistencia: 5.000 espectadores Árbitro(s): Oscar Ruiz (Colombia) |

| 22 de junio de 1997, 17:30 | Ghana           | 1:0 (1:0) | Estados Unidos | Estadio Darul Aman, Alor Setar                                |                                                               |
|                            | Ofori Quaye 32' | Reporte   |                | Asistencia: 8.000 espectadores Árbitro(s): Saad Mane (Kuwait) | Asistencia: 8.000 espectadores Árbitro(s): Saad Mane (Kuwait) |

| 22 de junio de 1997, 20:00 | Irlanda     | 1:1 (1:1) | China    | Estadio Darul Aman, Alor Setar                                         |                                                                        |
|                            | Cummins 21' | Reporte   | Wang 11' | Asistencia: 9.000 espectadores Árbitro(s): José Luis Da Rosa (Uruguay) | Asistencia: 9.000 espectadores Árbitro(s): José Luis Da Rosa (Uruguay) |

### Grupo D
| Equipo     | Pts | PJ | PG | PE | PP | GF | GC | Dif |
| ---------- | --- | -- | -- | -- | -- | -- | -- | --- |
| España     | 9   | 3  | 3  | 0  | 0  | 8  | 2  | 6   |
| Japón      | 4   | 3  | 1  | 1  | 1  | 10 | 7  | 3   |
| Paraguay   | 2   | 3  | 0  | 2  | 1  | 5  | 6  | -1  |
| Costa Rica | 1   | 3  | 0  | 1  | 2  | 3  | 11 | -8  |

| 18 de junio de 1997, 17:30 | Japón                 | 1:2 (0:1) | España                   | Estadio Darul Makmur, Kuantan                                          |                                                                        |
|                            | Yanagisawa 65' (pen.) | Reporte   | Farinós 23' · Angulo 56' | Asistencia: 5.000 espectadores Árbitro(s): José Luis da Rosa (Uruguay) | Asistencia: 5.000 espectadores Árbitro(s): José Luis da Rosa (Uruguay) |

| 18 de junio de 1997, 20:00 | Costa Rica | 1:1 (1:0) | Paraguay  | Estadio Darul Makmur, Kuantan                                 |                                                               |
|                            | Bryce 45'  | Reporte   | Román 59' | Asistencia: 5.000 espectadores Árbitro(s): Saad Mane (Kuwait) | Asistencia: 5.000 espectadores Árbitro(s): Saad Mane (Kuwait) |

| 20 de junio de 1997, 17:30 | Japón                                                                     | 6:2 (3:1) | Costa Rica              | Estadio Darul Makmur, Kuantan                                          |                                                                        |
|                            | Ono 3' 22' · Nakamura 7' · Jojo 78' · Fakuda 90+3' · Yuichiro Nagai 90+5' | Reporte   | Ledezma 28' · Solís 59' | Asistencia: 9.000 espectadores Árbitro(s): José Luis da Rosa (Uruguay) | Asistencia: 9.000 espectadores Árbitro(s): José Luis da Rosa (Uruguay) |

| 20 de junio de 1997, 20:00 | España       | 2:1 (1:0) | Paraguay     | Estadio Darul Makmur, Kuantan                                 |                                                               |
|                            | Deus 30' 78' | Reporte   | Morinigo 65' | Asistencia: 9.000 espectadores Árbitro(s): Saad Mane (Kuwait) | Asistencia: 9.000 espectadores Árbitro(s): Saad Mane (Kuwait) |

| 23 de junio de 1997, 17:30 | Japón                                    | 3:3 (2:2) | Paraguay                                 | Estadio Darul Makmur, Kuantan                                               |                                                                             |
|                            | Jojo 31' · Hiroyama 45' · Yanasigawa 62' | Reporte   | Cáceres 17' · Da Silva 38' · Samudio 67' | Asistencia: 5.000 espectadores Árbitro(s): Abderrahim El Arjoun (Marruecos) | Asistencia: 5.000 espectadores Árbitro(s): Abderrahim El Arjoun (Marruecos) |

| 23 de junio de 1997, 20:00 | España                                                    | 4:0 (3:0) | Costa Rica | Estadio Darul Makmur, Kuantan                                         |                                                                       |
|                            | Rivera 3' · Albelda 23' · Farinós 24' (pen.) · Ribera 78' | Reporte   |            | Asistencia: 5.000 espectadores Árbitro(s): Karl-Erik Nilsson (Suecia) | Asistencia: 5.000 espectadores Árbitro(s): Karl-Erik Nilsson (Suecia) |

### Grupo E
| Equipo    | Pts | PJ | PG | PE | PP | GF | GC | Dif |
| --------- | --- | -- | -- | -- | -- | -- | -- | --- |
| Australia | 7   | 3  | 2  | 1  | 0  | 5  | 3  | 2   |
| Argentina | 6   | 3  | 2  | 0  | 1  | 8  | 5  | 3   |
| Canadá    | 4   | 3  | 1  | 1  | 1  | 3  | 3  | 0   |
| Hungría   | 0   | 3  | 0  | 0  | 3  | 1  | 6  | -5  |

| 18 de junio de 1997, 17:30 | Hungría | 0:3 (0:2) | Argentina                             | Estadio Utama, Kangar                                                        |                                                                              |
|                            |         | Reporte   | Romeo 9' · Scaloni 42' · Riquelme 50' | Asistencia: 13.000 espectadores Árbitro(s): Abderrahim El Arjoun (Marruecos) | Asistencia: 13.000 espectadores Árbitro(s): Abderrahim El Arjoun (Marruecos) |

| 18 de junio de 1997, 20:00 | Australia | 0:0     | Canadá | Estadio Utama, Kangar                                                  |                                                                        |
|                            |           | Reporte |        | Asistencia: 13.000 espectadores Árbitro(s): Karl-Erik Nilsson (Suecia) | Asistencia: 13.000 espectadores Árbitro(s): Karl-Erik Nilsson (Suecia) |

| 20 de junio de 1997, 17:30 | Hungría | 0:1 (0:0) | Australia   | Estadio Utama, Kangar                                                       |                                                                             |
|                            |         | Reporte   | Allsopp 90' | Asistencia: 6.000 espectadores Árbitro(s): Abderrahim El Arjoun (Marruecos) | Asistencia: 6.000 espectadores Árbitro(s): Abderrahim El Arjoun (Marruecos) |

| 20 de junio de 1997, 20:00 | Argentina                | 2:1 (1:1) | Canadá          | Estadio Utama, Kangar                                                  |                                                                        |
|                            | Romeo 32' · Riquelme 65' | Reporte   | Bent 43' (pen.) | Asistencia: 12.000 espectadores Árbitro(s): Karl-Erik Nilsson (Suecia) | Asistencia: 12.000 espectadores Árbitro(s): Karl-Erik Nilsson (Suecia) |

| 23 de junio de 1997, 17:30 | Hungría         | 1:2 (1:1) | Canadá                     | Estadio Utama, Kangar                                                |                                                                      |
|                            | Szili 3' (pen.) | Reporte   | de Rosario 6' · Kindel 64' | Asistencia: 4.000 espectadores Árbitro(s): León Padro Borja (México) | Asistencia: 4.000 espectadores Árbitro(s): León Padro Borja (México) |

| 23 de junio de 1997, 20:00 | Argentina                                     | 3:4 (1:2) | Australia                          | Estadio Utama, Kangar                                             |                                                                   |
|                            | Romeo 9' · Placente 70' · Riquelme 88' (pen.) | Reporte   | Salapasidis 39' 40' 55' 90' (pen.) | Asistencia: 8.000 espectadores Árbitro(s): Amand Ancion (Bélgica) | Asistencia: 8.000 espectadores Árbitro(s): Amand Ancion (Bélgica) |

### Grupo F
| Equipo                 | Pts | PJ | PG | PE | PP | GF | GC | Dif |
| ---------------------- | --- | -- | -- | -- | -- | -- | -- | --- |
| Inglaterra             | 9   | 3  | 3  | 0  | 0  | 8  | 1  | 7   |
| México                 | 4   | 3  | 1  | 1  | 1  | 6  | 2  | 4   |
| Emiratos Árabes Unidos | 3   | 3  | 1  | 0  | 2  | 2  | 10 | -8  |
| Costa de Marfil        | 1   | 3  | 0  | 1  | 2  | 2  | 5  | -3  |

| 18 de junio de 1997, 17:30 | México                                                               | 5:0 (2:0) | Emiratos Árabes Unidos | Estadio Tan Sri Dato Hj Hassan Yunos, Johor Bahru                   |                                                                     |
|                            | Lillingston 26' 56' (pen.) · Cariño 40' · Torres 60' · Santacruz 70' | Reporte   |                        | Asistencia: 14.000 espectadores Árbitro(s): Sandor Piller (Hungría) | Asistencia: 14.000 espectadores Árbitro(s): Sandor Piller (Hungría) |

| 18 de junio de 1997, 20:00 | Costa de Marfil | 1:2 (1:1) | Inglaterra                    | Estadio Tan Sri Dato Hj Hassan Yunos, Johor Bahru             |                                                               |
|                            | Cisse 22'       | Reporte   | Owen 6' (pen.) · Shepherd 69' | Asistencia: 14.000 espectadores Árbitro(s): Intaz Shah (Fiyi) | Asistencia: 14.000 espectadores Árbitro(s): Intaz Shah (Fiyi) |

| 20 de junio de 1997, 17:30 | México          | 1:1 (1:1) | Costa de Marfil | Estadio Tan Sri Dato Hj Hassan Yunos, Johor Bahru            |                                                              |
|                            | Lillingston 44' | Reporte   | Dié 33'         | Asistencia: 9.000 espectadores Árbitro(s): Intaz Shah (Fiyi) | Asistencia: 9.000 espectadores Árbitro(s): Intaz Shah (Fiyi) |

| 20 de junio de 1997, 20:00 | Emiratos Árabes Unidos | 0:5 (0:2) | Inglaterra                                               | Estadio Tan Sri Dato Hj Hassan Yunos, Johor Bahru                 |                                                                   |
|                            |                        | Reporte   | Murphy 7' 35' 50' (pen.) · Owen 52' · Abdulla 60' (a.g.) | Asistencia: 12.000 espectadores Árbitro(s): Falla Ndoye (Senegal) | Asistencia: 12.000 espectadores Árbitro(s): Falla Ndoye (Senegal) |

| 23 de junio de 1997, 17:30 | México | 0:1 (0:0) | Inglaterra | Estadio Tan Sri Dato Hj Hassan Yunos, Johor Bahru                |                                                                  |
|                            |        | Reporte   | Owen 65'   | Asistencia: 9.000 espectadores Árbitro(s): Falla Ndoya (Senegal) | Asistencia: 9.000 espectadores Árbitro(s): Falla Ndoya (Senegal) |

| 23 de junio de 1997, 20:00 | Emiratos Árabes Unidos | 2:0 (0:0) | Costa de Marfil | Estadio Tan Sri Dato Hj Hassan Yunos, Johor Bahru                  |                                                                    |
|                            | Ali 52' · Kazim 85'    | Reporte   |                 | Asistencia: 9.000 espectadores Árbitro(s): Sandor Piller (Hungría) | Asistencia: 9.000 espectadores Árbitro(s): Sandor Piller (Hungría) |

### Mejores terceros puestos
Los cuatro mejores de los terceros puestos de cada grupo avanzan a la segunda ronda.
| Equipo                 | Gr | Pts | PJ | PG | PE | PP | GF | GC | Dif |
| ---------------------- | -- | --- | -- | -- | -- | -- | -- | -- | --- |
| Bélgica                | A  | 4   | 3  | 1  | 1  | 1  | 4  | 4  | 0   |
| Canadá                 | E  | 4   | 3  | 1  | 1  | 1  | 3  | 3  | 0   |
| Estados Unidos         | C  | 3   | 3  | 1  | 0  | 2  | 2  | 3  | -1  |
| Emiratos Árabes Unidos | F  | 3   | 3  | 1  | 0  | 2  | 2  | 10 | -8  |
| Paraguay               | D  | 2   | 3  | 0  | 2  | 1  | 5  | 6  | -1  |
| Sudáfrica              | B  | 1   | 3  | 0  | 1  | 2  | 2  | 6  | -4  |

Los emparejamientos de los octavos de final fueron definidos de la siguiente manera:
- Partido 1: 1.° del grupo A v 3.° del grupo C/D/E
- Partido 2: 2.° del grupo B v 2.° del grupo F
- Partido 3: 1.° del grupo E v 2.° del grupo D
- Partido 4: 1.° del grupo C v 3.° del grupo A/B/F
- Partido 5: 1.° del grupo D v 3.° del grupo B/E/F
- Partido 6: 2.° del grupo A v 2.° del grupo C
- Partido 7: 1.° del grupo F v 2.° del grupo E
- Partido 8: 1.° del grupo B v 3.° del grupo A/C/D

Los emparejamientos de los partidos 1, 4, 5 y 8 dependen de quienes sean los terceros lugares que se clasifiquen a los octavos de final. La siguiente tabla muestra las diferentes opciones para definir a los rivales de los ganadores de los grupos A, B, C y D.
     – Combinación que se dio en esta edición.
| Si los 4 mejores terceros son de los grupos: | El 1.° del grupo A juega con: | El 1.° del grupo B juega con: | El 1.° del grupo C juega con: | El 1.° del grupo D juega con: |
| -------------------------------------------- | ----------------------------- | ----------------------------- | ----------------------------- | ----------------------------- |
| A, B, C y D                                  | 3.° del grupo C               | 3.° del grupo D               | 3.° del grupo A               | 3.° del grupo B               |
| A, B, C y E                                  | 3.° del grupo C               | 3.° del grupo A               | 3.° del grupo B               | 3.° del grupo E               |
| A, B, C y F                                  | 3.° del grupo C               | 3.° del grupo A               | 3.° del grupo B               | 3.° del grupo F               |
| A, B, D y E                                  | 3.° del grupo D               | 3.° del grupo A               | 3.° del grupo B               | 3.° del grupo E               |
| A, B, D y F                                  | 3.° del grupo D               | 3.° del grupo A               | 3.° del grupo B               | 3.° del grupo F               |
| A, B, E y F                                  | 3.° del grupo E               | 3.° del grupo A               | 3.° del grupo B               | 3.° del grupo F               |
| A, C, D y E                                  | 3.° del grupo C               | 3.° del grupo D               | 3.° del grupo A               | 3.° del grupo E               |
| A, C, D y F                                  | 3.° del grupo C               | 3.° del grupo D               | 3.° del grupo A               | 3.° del grupo F               |
| A, C, E y F                                  | 3.° del grupo C               | 3.° del grupo A               | 3.° del grupo F               | 3.° del grupo E               |
| A, D, E y F                                  | 3.° del grupo D               | 3.° del grupo A               | 3.° del grupo F               | 3.° del grupo E               |
| B, C, D y E                                  | 3.° del grupo C               | 3.° del grupo D               | 3.° del grupo B               | 3.° del grupo E               |
| B, C, D y F                                  | 3.° del grupo C               | 3.° del grupo D               | 3.° del grupo B               | 3.° del grupo F               |
| B, C, E y F                                  | 3.° del grupo E               | 3.° del grupo C               | 3.° del grupo B               | 3.° del grupo F               |
| B, D, E y F                                  | 3.° del grupo E               | 3.° del grupo D               | 3.° del grupo B               | 3.° del grupo F               |
| C, D, E y F                                  | 3.° del grupo C               | 3.° del grupo D               | 3.° del grupo F               | 3.° del grupo E               |

## Segunda fase
|  | Octavos de final          | Octavos de final          |                |       | Cuartos de final    | Cuartos de final    |  |  | Semifinales        | Semifinales        |  |  | Final              | Final              |
|  | 25 al 26 de junio de 1997 | 25 al 26 de junio de 1997 |                |       | 29 de junio de 1997 | 29 de junio de 1997 |  |  | 2 de julio de 1997 | 2 de julio de 1997 |  |  | 5 de julio de 1997 | 5 de julio de 1997 |
|  |                           |                           |                |       |                     |                     |  |  |                    |                    |  |  |                    |                    |
|  |                           |                           |                |       |                     |                     |  |  |                    |                    |  |  |                    |                    |
|  |                           |                           |                |       |                     |                     |  |  |                    |                    |  |  |                    |                    |
|  | Uruguay                   | 3                         |                |       |                     |                     |  |  |                    |                    |  |  |                    |                    |
|  | Uruguay                   | 3                         |                |       |                     |                     |  |  |                    |                    |  |  |                    |                    |
|  | Estados Unidos            | 0                         |                |       |                     |                     |  |  |                    |                    |  |  |                    |                    |
|  | Estados Unidos            | 0                         | Uruguay (pen.) | 1 (7) |                     |                     |  |  |                    |                    |  |  |                    |                    |
|  |                           |                           |                | 1 (7) |                     |                     |  |  |                    |                    |  |  |                    |                    |
|  |                           | Francia                   | 1 (6)          |       |                     |                     |  |  |                    |                    |  |  |                    |                    |
|  | México                    | Francia                   | 1 (6)          | 0     |                     |                     |  |  |                    |                    |  |  |                    |                    |
|  | México                    |                           |                | 0     |                     |                     |  |  |                    |                    |  |  |                    |                    |
|  | Francia                   | 1                         |                |       |                     |                     |  |  |                    |                    |  |  |                    |                    |
|  | Francia                   | 1                         | Uruguay (t.s.) | 3     |                     |                     |  |  |                    |                    |  |  |                    |                    |
|  |                           |                           |                | 3     |                     |                     |  |  |                    |                    |  |  |                    |                    |
|  |                           | Ghana                     | 2              |       |                     |                     |  |  |                    |                    |  |  |                    |                    |
|  | Australia                 | Ghana                     | 2              | 0     |                     |                     |  |  |                    |                    |  |  |                    |                    |
|  | Australia                 |                           |                | 0     |                     |                     |  |  |                    |                    |  |  |                    |                    |
|  | Japón                     | 1                         |                |       |                     |                     |  |  |                    |                    |  |  |                    |                    |
|  | Japón                     | 1                         | Japón          | 1     |                     |                     |  |  |                    |                    |  |  |                    |                    |
|  |                           |                           |                | 1     |                     |                     |  |  |                    |                    |  |  |                    |                    |
|  |                           | Ghana (t.s.)              | 2              |       |                     |                     |  |  |                    |                    |  |  |                    |                    |
|  | Ghana                     | Ghana (t.s.)              | 2              | 3     |                     |                     |  |  |                    |                    |  |  |                    |                    |
|  | Ghana                     |                           |                | 3     |                     |                     |  |  |                    |                    |  |  |                    |                    |
|  | UAE                       | 0                         |                |       |                     |                     |  |  |                    |                    |  |  |                    |                    |
|  | UAE                       | 0                         | Uruguay        | 1     |                     |                     |  |  |                    |                    |  |  |                    |                    |
|  |                           |                           |                | 1     |                     |                     |  |  |                    |                    |  |  |                    |                    |
|  |                           | Argentina                 | 2              |       |                     |                     |  |  |                    |                    |  |  |                    |                    |
|  | España                    | Argentina                 | 2              | 2     |                     |                     |  |  |                    |                    |  |  |                    |                    |
|  | España                    |                           |                | 2     |                     |                     |  |  |                    |                    |  |  |                    |                    |
|  | Canadá                    | 0                         |                |       |                     |                     |  |  |                    |                    |  |  |                    |                    |
|  | Canadá                    | 0                         | España         | 0     |                     |                     |  |  |                    |                    |  |  |                    |                    |
|  |                           |                           |                | 0     |                     |                     |  |  |                    |                    |  |  |                    |                    |
|  |                           | Irlanda                   | 1              |       |                     |                     |  |  |                    |                    |  |  |                    |                    |
|  | Irlanda (t.s.)            | Irlanda                   | 1              | 2     |                     |                     |  |  |                    |                    |  |  |                    |                    |
|  | Irlanda (t.s.)            |                           |                | 2     |                     |                     |  |  |                    |                    |  |  |                    |                    |
|  | Marruecos                 | 1                         |                |       |                     |                     |  |  |                    |                    |  |  |                    |                    |
|  | Marruecos                 | 1                         | Irlanda        | 0     |                     |                     |  |  |                    |                    |  |  |                    |                    |
|  |                           |                           |                | 0     |                     |                     |  |  |                    |                    |  |  |                    |                    |
|  |                           | Argentina                 | 1              |       |                     |                     |  |  |                    |                    |  |  |                    |                    |
|  | Inglaterra                | Argentina                 | 1              | 1     |                     |                     |  |  |                    |                    |  |  |                    |                    |
|  | Inglaterra                |                           |                | 1     |                     |                     |  |  |                    |                    |  |  |                    |                    |
|  | Argentina                 | 2                         |                |       |                     |                     |  |  |                    |                    |  |  |                    |                    |
|  | Argentina                 | 2                         | Argentina      | 2     |                     |                     |  |  |                    |                    |  |  |                    |                    |
|  |                           |                           |                | 2     |                     |                     |  |  |                    |                    |  |  |                    |                    |
|  |                           | Brasil                    | 0              |       |                     |                     |  |  |                    |                    |  |  |                    |                    |
|  | Brasil                    | Brasil                    | 0              | 10    |                     |                     |  |  |                    |                    |  |  |                    |                    |
|  | Brasil                    |                           |                | 10    |                     |                     |  |  |                    |                    |  |  |                    |                    |
|  | Bélgica                   | 0                         |                |       |                     |                     |  |  |                    |                    |  |  |                    |                    |
|  | Bélgica                   | 0                         |                |       |                     |                     |  |  |                    |                    |  |  |                    |                    |

### Octavos de final
| 25 de junio de 1997, 17:30 | Uruguay                        | 3:0 (3:0) | Estados Unidos | Estadio Shah Alam, Kuala Lumpur                                      |                                                                      |
|                            | Zalayeta 24' 34' · Olivera 41' | Reporte   |                | Asistencia: 2.500 espectadores Árbitro(s): Georg Dardenne (Alemania) | Asistencia: 2.500 espectadores Árbitro(s): Georg Dardenne (Alemania) |

| 25 de junio de 1997, 20:30 | Irlanda             | 2:1 (1:1, 1:1) (t. s.) | Marruecos        | Estadio Shah Alam, Kuala Lumpur                                        |                                                                        |
|                            | Fenn 35' · Duff 97' | Reporte                | Inman 43' (a.g.) | Asistencia: 3.000 espectadores Árbitro(s): Peter Prendergast (Jamaica) | Asistencia: 3.000 espectadores Árbitro(s): Peter Prendergast (Jamaica) |

| 25 de junio de 1997, 16:15 | Brasil                                                                                 | 10:0 (4:0) | Bélgica | Estadio Sarawak, Kuching                                      |                                                               |
|                            | Álvaro 3' 13' · Eder 32' · Alex 41' 48' 85' · Roni 67' 78' · Adaílton 82' · Junior 87' | Reporte    |         | Asistencia: 8.267 espectadores Árbitro(s): Saad Mane (Kuwait) | Asistencia: 8.267 espectadores Árbitro(s): Saad Mane (Kuwait) |

| 25 de junio de 1997, 19:15 | México | 0:1 (0:0) | Francia    | Estadio Sarawak, Kuching                                             |                                                                      |
|                            |        | Reporte   | Luccin 90' | Asistencia: 10.101 espectadores Árbitro(s): Ubaldo Aquino (Paraguay) | Asistencia: 10.101 espectadores Árbitro(s): Ubaldo Aquino (Paraguay) |

| 26 de junio de 1997, 19:40 | Ghana                             | 3:0 (1:0) | Emiratos Árabes Unidos | Estadio Darul Aman, Alor Setar                                     |                                                                    |
|                            | Ackon 32' · Sule 79' · Issaka 88' | Reporte   |                        | Asistencia: 17.000 espectadores Árbitro(s): Amand Ancion (Bélgica) | Asistencia: 17.000 espectadores Árbitro(s): Amand Ancion (Bélgica) |

| 26 de junio de 1997, 19:40 | España                | 2:0 (0:0) | Canadá | Estadio Darul Makmur, Kuantan                                                |                                                                              |
|                            | Deus 77' · Rivera 90' | Reporte   |        | Asistencia: 10.000 espectadores Árbitro(s): Abderrahim El Arjoun (Marruecos) | Asistencia: 10.000 espectadores Árbitro(s): Abderrahim El Arjoun (Marruecos) |

| 26 de junio de 1997, 16:30 | Australia | 0:1 (0:1) | Japón          | Estadio Utama, Kangar                                                |                                                                      |
|                            |           | Reporte   | Yanagisawa 44' | Asistencia: 8.000 espectadores Árbitro(s): León Padro Borja (México) | Asistencia: 8.000 espectadores Árbitro(s): León Padro Borja (México) |

| 26 de junio de 1997, 17:15 | Inglaterra    | 1:2 (0:2) | Argentina                       | Estadio Tan Sri Dato Hj Hassan Yunos, Johor Bahru                   |                                                                     |
|                            | Carragher 49' | Reporte   | Riquelme 10' (pen.) · Aimar 26' | Asistencia: 17.000 espectadores Árbitro(s): Sandor Piller (Hungría) | Asistencia: 17.000 espectadores Árbitro(s): Sandor Piller (Hungría) |

### Cuartos de final
| 29 de junio de 1997, 17:00 | Uruguay                                                                   | 1:1 (1:1, 0:1) (t. s.)(7:6 p.) | Francia                                                                      | Estadio Shah Alam, Kuala Lumpur                                  |                                                                  |
|                            | Olivera 68'                                                               | Reporte                        | Trezeguet 27'                                                                | Asistencia: 9.000 espectadores Árbitro(s): Falla Ndoye (Senegal) | Asistencia: 9.000 espectadores Árbitro(s): Falla Ndoye (Senegal) |
|                            |                                                                           | Tiros desde el punto penal     |                                                                              |                                                                  |                                                                  |
|                            | Zalayeta · Coelho · Regueiro · García · Olivera · Callejas · Rivas · Díaz |                                | Landreau · Trezeguet · Afanou · Leroy · Mouret · Jaures · Silvestre · Anelka |                                                                  |                                                                  |

| 29 de junio de 1997, 20:00 | España | 0:1 (0:0) | Irlanda           | Estadio Shah Alam, Kuala Lumpur                                      |                                                                      |
|                            |        | Reporte   | Molloy 52' (pen.) | Asistencia: 9.000 espectadores Árbitro(s): León Padro Borja (México) | Asistencia: 9.000 espectadores Árbitro(s): León Padro Borja (México) |

| 29 de junio de 1997, 17:00 | Argentina                    | 2:0 (0:0) | Brasil | Estadio Sarawak, Kuching                                               |                                                                        |
|                            | Scaloni 79' · Perezlindo 90' | Reporte   |        | Asistencia: 34.896 espectadores Árbitro(s): Gilles Veissiere (Francia) | Asistencia: 34.896 espectadores Árbitro(s): Gilles Veissiere (Francia) |

| 29 de junio de 1997, 20:00 | Japón          | 1:2 (1:1, 0:1) (t. s.) | Ghana                      | Estadio Tan Sri Dato Hj Hassan Yunos, Johor Bahru                    |                                                                      |
|                            | Yanagisawa 80' | Reporte                | Ansah 9' · Ofori Quaye 97' | Asistencia: 18.700 espectadores Árbitro(s): Ubaldo Aquino (Paraguay) | Asistencia: 18.700 espectadores Árbitro(s): Ubaldo Aquino (Paraguay) |

### Semifinales
| 2 de julio de 1997, 20:30 | Uruguay                                | 3:2 (2:2, 2:1) (t. s.) | Ghana                          | Estadio Shah Alam, Kuala Lumpur                                        |                                                                        |
|                           | Zalayeta 13' · Coelho 45' · Perea 105' | Reporte                | Lawson 45' · Melono 78' (a.g.) | Asistencia: 15.000 espectadores Árbitro(s): Karl-Erik Nilsson (Suecia) | Asistencia: 15.000 espectadores Árbitro(s): Karl-Erik Nilsson (Suecia) |

| 2 de julio de 1997, 16:30 | Irlanda | 0:1 (0:0) | Argentina | Estadio Sarawak, Kuching                                                  |                                                                           |
|                           |         | Reporte   | Romeo 55' | Asistencia: 14.976 espectadores Árbitro(s): Young Joo Kim (Corea del Sur) | Asistencia: 14.976 espectadores Árbitro(s): Young Joo Kim (Corea del Sur) |

### Tercer lugar
| 5 de julio de 1997, 17:30 | Ghana   | 1:2 (1:2) | Irlanda             | Estadio Shah Alam, Kuala Lumpur                                         |                                                                         |
|                           | Sule 5' | Reporte   | Baker 2' · Duff 33' | Asistencia: 28.000 espectadores Árbitro(s): Peter Prendergast (Jamaica) | Asistencia: 28.000 espectadores Árbitro(s): Peter Prendergast (Jamaica) |

### Final
| 5 de julio de 1997, 20:30 | Uruguay    | 1:2 (1:2) | Argentina                    | Estadio Shah Alam, Kuala Lumpur                                |                                                                |
|                           | García 15' | Reporte   | Cambiasso 26' · Quintana 43' | Asistencia: 62.000 espectadores Árbitro(s): Saad Mane (Kuwait) | Asistencia: 62.000 espectadores Árbitro(s): Saad Mane (Kuwait) |

#### Campeón
|                               |
| Bandera de Argentina          |
| Campeón Argentina 3.er título |

## Posiciones finales

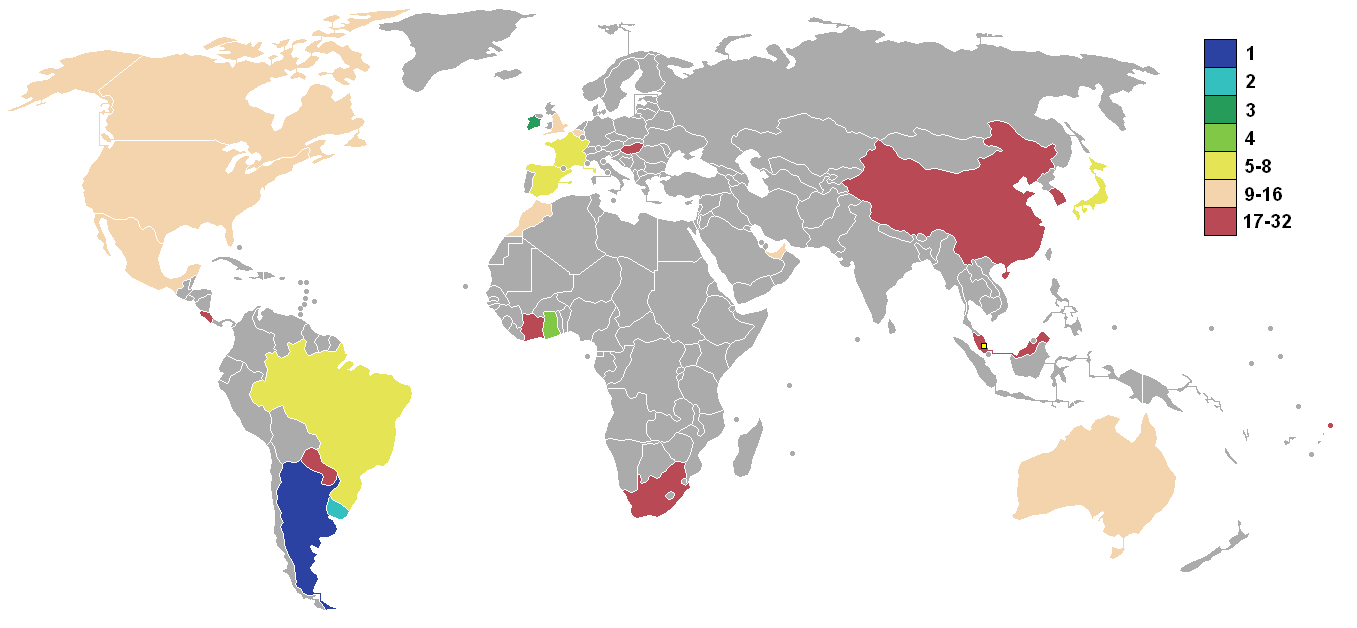
Mapa de los participantes del torneo.

| Equipo | Equipo          | Pts | PJ | PG | PE | PP | GF | GC | Dif |
| ------ | --------------- | --- | -- | -- | -- | -- | -- | -- | --- |
| 1      | Argentina       | 18  | 7  | 6  | 0  | 1  | 15 | 7  | +8  |
| 2      | Uruguay         | 14  | 7  | 4  | 2  | 1  | 14 | 6  | +8  |
| 3      | Irlanda         | 13  | 7  | 4  | 1  | 2  | 9  | 7  | +2  |
| 4      | Ghana           | 13  | 7  | 4  | 1  | 2  | 12 | 8  | +4  |
| 5      | Brasil          | 12  | 5  | 4  | 0  | 1  | 25 | 5  | +20 |
| 6      | España          | 12  | 5  | 4  | 0  | 1  | 10 | 3  | +7  |
| 7      | Francia         | 10  | 5  | 3  | 1  | 1  | 10 | 8  | +2  |
| 8      | Japón           | 7   | 5  | 2  | 1  | 2  | 12 | 9  | +3  |
| 9      | Inglaterra      | 9   | 4  | 3  | 0  | 1  | 9  | 3  | +6  |
| 10     | Australia       | 7   | 4  | 2  | 1  | 1  | 5  | 4  | +1  |
| 11     | Marruecos       | 5   | 4  | 1  | 2  | 1  | 5  | 4  | +1  |
| 12     | México          | 4   | 4  | 1  | 1  | 2  | 6  | 3  | +3  |
| 13     | Canadá          | 4   | 4  | 1  | 1  | 2  | 3  | 5  | -2  |
| 14     | Bélgica         | 4   | 4  | 1  | 1  | 2  | 4  | 14 | -10 |
| 15     | Estados Unidos  | 3   | 4  | 1  | 0  | 3  | 2  | 6  | -4  |
| 16     | UAE             | 3   | 4  | 1  | 0  | 3  | 2  | 13 | -11 |
| 17     | Paraguay        | 2   | 3  | 0  | 2  | 1  | 5  | 6  | -1  |
| 18     | China           | 2   | 3  | 0  | 2  | 1  | 2  | 3  | -1  |
| 19     | Costa de Marfil | 1   | 3  | 0  | 1  | 2  | 2  | 5  | -3  |
| 20     | Sudáfrica       | 1   | 3  | 0  | 1  | 2  | 2  | 6  | -4  |
| 21     | Costa Rica      | 1   | 3  | 0  | 1  | 2  | 3  | 11 | -8  |
| 22     | Corea del Sur   | 1   | 3  | 0  | 1  | 2  | 5  | 14 | -9  |
| 23     | Hungría         | 0   | 3  | 0  | 0  | 3  | 1  | 6  | -5  |
| 24     | Malasia         | 0   | 3  | 0  | 0  | 3  | 1  | 8  | -7  |

## Premios y reconocimientos

### Bota de oro
Como es tradición, el jugador que convirtió la mayor cantidad de goles (GF) durante el torneo recibió el Premio Bota de Oro. En caso de existir una igualdad en esa cantidad, se realizó desempate mediante la cantidad de goles de tiro penal (GPEN). En caso de proseguir el empate, se haría acreedor del premio quien hubiese jugado la menor cantidad de minutos durante el torneo (MINJ).
En esta edición del torneo, el ganador fue el brasileño Adaílton al convertir diez tantos.
| Balón de Oro    | Balón de Plata   | Balón de Bronce |
| --------------- | ---------------- | --------------- |
| Nicolás Olivera | Marcelo Zalayeta | Pablo Aimar     |
| Botín de Oro    | Botín de Plata   | Botín de Bronce |
| Adaílton        | David Trezeguet  | Alex            |
| 10 goles        | 5 goles          | 4 goles         |